# Postulats de la mecànica quàntica
La formulació matemàtica rigorosa de la mecànica quàntica va ser desenvolupada per Paul Adrien Maurice Dirac i John von Neumann. Aquesta formulació canònica es basa en un conjunt de mitja dotzena de postulats (depenent de la formulacions). Aquest article presenta una enumeració més o menys canònica d'aquests postulats fonamentals.

## Postulat I
Tot estat quàntic està representat per un vector normalitzat, anomenat en alguns casos "vector d'estat" pertanyent tot espai de Hilbert complex i separable {\displaystyle \scriptstyle {\mathcal {H}}} (espais compacte amb estructura vectorial i de funcions). Fixada una base de l'espai de Hilbert unitària {\displaystyle \{|u_{n}\rangle \}_{n=1}^{N}} tal que,

{\displaystyle \left\{|u_{n}\rangle \in {\mathcal {H}}\quad ;\quad \ \langle u_{n},u_{m}\rangle =\delta _{nm}\quad ;\quad \forall \psi \in {\mathcal {H}}\rightarrow \psi =\sum _{i=1}^{N}{c_{i}u_{i}}\right\}}

es pot representar l'estat de les següents formes vectorials:
1. Forma ket :

{\displaystyle {\text{rep}}_{\vec {u}}\left(|\psi \rangle \right)={\begin{pmatrix}c_{1}\\c_{2}\\\vdots \end{pmatrix}}={\begin{pmatrix}\langle u_{1}|\psi \rangle \\\langle u_{2}|\psi \rangle \\\vdots \end{pmatrix}}}

1. Forma bra :

{\displaystyle {\text{rep}}_{\vec {u}}\left(\langle \psi |\right)=\left(c_{1}^{*}\ c_{2}^{*}\ \cdots \right)=\left(\langle \psi |u_{1}\rangle \ \langle \psi |u_{2}\rangle \ \cdots \right),}

on la "*" significa complex conjugat. L'espai de kets i bras formen espais vectorials duals un de l'altre. Com que tot espai de Hilbert és reflexiu ambdós espais són isomorfs i, per tant, constitueixen descripcions essencialment semblants.
L'estat físic d'un sistema quàntic només adquireix forma matemàtica concreta quan es tria una base en la qual representar-lo. Més encara, l'estat quàntic no ha de ser identificat amb una forma matemàtica concreta, sinó amb una classe d'equivalència de formes matemàtiques que representen el mateix estat físic. Per exemple, tots els kets de la forma {\displaystyle i^{i\theta }|\psi \rangle } per tot θ, tot i ser vectors diferents de l'espai de Hilbert representen el mateix estat quàntic.
L ket normalitzat ha de complir: {\displaystyle \|\psi \|^{2}=\langle \psi |\psi \rangle =1}. L'elecció del ket normalitzat que representa l'estat no és única ja que {\displaystyle |\psi \rangle } i {\displaystyle i^{i\theta }|\psi \rangle } representen el mateix estat ja que la mesura de qualsevol magnitud en ells és idèntica. Les funcions d'ona són una de les representacions possibles dels estats sobre l'espai L  2  (ℝ  3 ), la definició rigorosa requereix l'ús de espais de Hilbert equipats.

## Postulat II
Els observables d'un sistema estan representats per operadors lineals i hermítics, conseqüentment amb valors propis reals, interpretables com a resultat d'una observació de la corresponent magnitud física (operador autoadjunt, tret del cas de dimensió infinita de l'espai de Hilbert corresponent). El conjunt de tot autovalor (o valor propi) de l'observable {\displaystyle {\mathcal {O}}} s'anomena espectre d'un operador i els corresponents autovectors (o vectors propis), exactes o aproximats, defineixen una base a l'espai de Hilbert.
A la mateixa base unitària {\displaystyle \{|u_{n}\rangle \}_{n=1}^{N}}, els representants d'un observable {\displaystyle {\mathcal {O}}} es defineixen com:

{\displaystyle {\text{rep}}_{\vec {u}}{\mathcal {O}}=\left[{\begin{array}{ccc}o_{11}&\dots &o_{1n}\\\vdots &o_{ij}&\vdots \\o_{n1}&\dots &o_{nn}\\\end{array}}\right]=\left[{\begin{array}{ccc}\langle u_{1}|{\mathcal {O}}|u_{1}\rangle &\dots &\langle u_{1}|{\mathcal {O}}|u_{n}\rangle \\\vdots &\langle u_{i}|{\mathcal {O}}|u_{j}\rangle &\vdots \\\langle u_{n}|{\mathcal {O}}|u_{1}\rangle &\dots &\langle u_{n}|{\mathcal {O}}|u_{n}\rangle \\\end{array}}\right]}

En dimensió finita, els autovalors {\displaystyle \lambda _{i}} es troben diagonalitzada el representant de l'operador: igualant a zero el següent determinant: {\displaystyle |{\mathcal {O}}-\lambda \mathbb {I} |=0} i els autovectors resolent el següent sistema de n equacions: {\displaystyle {\mathcal {O}}o_{i}=\lambda _{i}o_{i}\qquad \forall i=1,2,\ldots ,n}
A la pràctica, l'espai de Hilbert de la majoria de sistemes reals és de dimensió infinita i el càlcul d'autovalors i autovectors és un problema matemàtic una mica més complicat que el que s'ha de fer en dimensió finita.

## Postulat III
Quan un sistema està en l'estat {\displaystyle |\psi \rangle }, la mesura d'un observable A donarà com a resultat el valor propi a , amb una probabilitat {\displaystyle p_{A|\psi \rangle }=|\langle a|\psi \rangle |^{2}}, on {\displaystyle |a\rangle } és el vector propi associat al i'autovalor a (en notació de l'espai de Hilbert això s'expressa com {\displaystyle A|a\rangle =a|a\rangle }).
Com a conseqüència d'aquest postulat el valor esperat serà: {\displaystyle \langle A\rangle _{|\psi \rangle }=\sum _{i}\lambda _{i}|\langle a_{i}|\psi \rangle |^{2}=\langle \psi |A|\psi \rangle }
Anomenarem dispersió o incertesa a l'arrel quadrada de la variància. Aquesta es calcula així: {\displaystyle \Delta _{|\psi \rangle }A={\sqrt {\langle \psi |A^{2}|\psi \rangle -\langle \psi |A|\psi \rangle ^{2}}}}

### Principi d'incertesa
El producte de les dispersions de dos observables sobre el mateix estat està tancat.

{\displaystyle \Delta A\Delta B\geq {\frac {1}{2}}\langle \psi |[A,B]|\psi \rangle } 

Per al cas dels observables típics de posició (X) i moment (P  x ) tenim:

{\displaystyle \Delta X\Delta P_{x}\geq {\frac {\hbar }{2}}} 

Això és perquè les variables X i P  x  són canòniques conjugades, és a dir que el commutador {\displaystyle [X,P_{x}]=i\hbar }.

## Postulat IV
Per a qualsevol estat {\displaystyle |\psi \rangle } sobre el qual es fa una mesura de A que filtra l'estat {\displaystyle |a_{i}\rangle }, passa a trobar-se precisament en aquest estat {\displaystyle |a_{i}\rangle }, si no s'ha destruït durant el procés.
 Aquest és el postulat més conflictiu de la mecànica quàntica ja que suposa el col·lapse instantani del nostre coneixement sobre el sistema en fer una mesura filtrant. 

## Postulat V
L'evolució temporal d'un sistema es regeix per l'equació de Schrödinger:

{\displaystyle i\hbar {\frac {\partial }{\partial t}}|\psi (t)\rangle ={\mathcal {H}}|\psi (t)\rangle }

On H és el operador de Hamilton o hamiltonià del sistema, que correspon a l'energia del sistema.

## Nomenclatura utilitzada
{\displaystyle |\psi \rangle \rightarrow } Estat quàntic 

{\displaystyle A\rightarrow } observable 

{\displaystyle \lambda _{i}\rightarrow } Autovalor 

{\displaystyle a_{i}\rightarrow } Autovectors 

{\displaystyle \mathbb {I} \rightarrow } Matriu identitat 

{\displaystyle \hbar \ {\stackrel {\mathrm {def} }{=}}\ {\frac {h}{2\pi }}=\,\,\,1.054\ 571\ 68(18)\times 10^{-34}\ {\mbox{J}}\cdot {\mbox{s}}}Constant reduïda de Planck (h-barra) 

{\displaystyle [A,B]=AB-BA\rightarrow } Commutador